# Стефан Дервишев
Стефан Христов Дервишев е български офицер, генерал-майор.

## Биография
Роден е на 26 март 1947 г. в Казанлък. Завършва основно училище „Георги Кирков“ в родния си град и средно през 1965 г. в Първа политехническа гимназия „Н. Й. Вапцаров“. В периода 1965 – 1968 г. учи във Висшето народно военно училище „Васил Левски“ с профил „мотострелкови“ (випуск „Войводски-68“) като първенец на випуска. Спортист е към армията и шампион по военен трибой на българската народна армия през 1969 г. Класира се на 2-ро място в генералното класиране на състезанията на дружеските армии в Киев и печели златен медал на стрелба. Бил е командир на разузнавателен взвод в пета танкова бригада. От 1973 до 1975 г. е командир на първа танкова рота в 3-ти танков батальон на пета танкова бригада. Между 1975 и 1976 г. е командир на 4-ти отделен мотострелкови батальон на същата бригада. В периода 1976 – 1979 г. учи във Военната Академия „Фрунзе“ и завършва като първенец на випуска. След завършването си със заповед №0459 от 28 септември 1979 г. е назначен за началник на оперативната част в управлението на пета танкова бригада. След това последователно е началник-щаб и заместник-командир на бригада. В периода 22 септември 1986 – 15 септември 1988 г. е командир на пета танкова бригада. Между септември 1988 и 1990 г. учи в Академията на Генералния Щаб на Въоръжените сили „Ворошилов“ и я завършва с отличие. Бил е командир на седемнадесета мотострелкова дивизия (МСД) в Хасково между 1990 и 1992 г. От 1992 до 1993 г. е заместник-командващ на втора армия. След което до 1994 г. отново е командир на 17 МСД. От 2 септември 1994 г. е командир на първа армия, а от 1996 до 1997 г. е командир на първи армейски корпус (първа армия). На 19 март 1997 г. е освободен от кадрова военна служба. В периода 4 ноември 1999 – 11 ноември 2003 г. е кмет на Казанлък от БСП. По време на мандата му е завършен Западният транспортен възел „Кремона“ и е пусната пречиствателната станция край с. Овощник. Умира на 23 август 2020 г. в Казанлък.

## Образование
- ОУ „Георги Кирков“, Казанлък
- Първа политехническа гимназия „Н. Й. Вапцаров“ – до 1965
- Висшето народно военно училище „Васил Левски“ (1965 – 1968)
- Военната Академия „Фрунзе“ (1976 – 1979)
- Академия на Генералния Щаб на Въоръжените сили „Ворошилов“ (септември 1988 – 1990)

## Военни звания
- Лейтенант – 1969 г.
- Старши лейтенант – 1972 г.
- Генерал-майор – 1993 г.